# Denílson de Oliveira
Denílson de Oliveira Araújo (Diadema, 24 augustus 1977), voetbalnaam Denílson, is een Braziliaans voetballer.

## Clubvoetbal
Denílson begon als profvoetballer in eigen land bij São Paulo in 1995. In 1998 vertrok hij voor 34 miljoen euro, destijds een recordbedrag, naar Real Betis. Na de degradatie van Real Betis in 2000 van de Primera División naar de Segunda División A, vertrok Denílson voor korte tijd naar Flamengo in Brazilië. Hetzelfde jaar keerde de aanvaller weer terug bij de club uit Sevilla, waarbij Denílson uiteindelijk tot 2005 zou blijven. In 2005 won de Braziliaan zijn eerste en enige prijs met Real Betis, de Copa del Rey.
Na een seizoen bij het Franse Girondins de Bordeaux, tekende Denílson in 2006 een contract bij Al-Nassr. In 2007 speelde hij bij FC Dallas en in 2008 bij Palmeiras. In juni 2009 speelde hij voor Xi Măng Hải Phòng FC uit Vietnam. Hij zou een half jaar blijven maar nadat hij na een half uur in zijn eerste duel een blessure kreeg, vertrok hij uit Vietnam. Hij had na 1 minuut wel gescoord uit een vrije trap en ook een assist verzorgd.

## Nationaal elftal
Denílson speelde tussen 1996 en 2003 61 interlands voor het Braziliaans nationaal elftal, waarin hij negen doelpunten maakte. Hij nam met de Seleção deel aan het WK 1998 en het WK 2002. In 1998 was Denílson verliezend finalist. In 2002 werd hij met Brazilië wereldkampioen, hoewel de aanvaller als invaller een beperkte rol had in de winst. Denílson won met Brazilië in 1997 de Copa América en de Confederations Cup.